# Alexandru Sturdza
Alexandru Sturdza, född 1791 i Iași, död 25 juni 1854 i Odessa, var en rysk diplomat och politisk skriftställare av grekisk-rumänskt ursprung.
Sturdza utbildade sig i Tyskland och trädde i Rysslands tjänst. På uppdrag av ryska regeringen skrev han 1818, vid kongressen i Aachen, en Mémoire sur l'état actuel de l'Allemagne, i vilken han förhärligade Ryssland och angrep den tyska nationen som moraliskt fördärvad och irreligiös samt betecknade de tyska universiteten som plantskolor för revolutionära idéer.
Sturdza var även genom andra broschyrer verksam för ryska regeringens intressen. Han vistades från 1820 i Ryssland och fick där sedermera geheimeråds värdighet. Efter hans död utkom Œuvres posthumes religieuses, historiques, philosophiques et littéraires (fem band, 1858–61).

## Fotnoter
1. ↑  Bibliothèque nationale de France, BnF Catalogue général : öppen dataplattform, id-nummer i Frankrikes nationalbiblioteks katalog: 14492459h, läst: 10 oktober 2015.[källa från Wikidata]
2. 1 2  Katalog der Deutschen Nationalbibliothek, Deutsche Nationalbibliotheks katalog-id-nummer: 104186852, läst: 10 juni 2020.[källa från Wikidata]